# 高畑憲一
高畑憲一は、日本の学者。ブリティッシュコロンビア大学機械・コンピューター工学部教授。

## 来歴
上智大学で物理学を専攻し1990年に学士号を取得した後、ミシガン大学アナーバー校にて、2004年に電気工学の修士号を、2005年に博士号をそれぞれ取得した。パナソニックのR&D部門にて1990年から2001年まで就業している。
1999年から2001年の間にウィスコンシン大学マディソン校にて客員サイエンティストを務める。3Mのミネソタ州セントポール本社の研究所に2005年から１年間勤務した後、ブリティッシュコロンビア大学の教職に就いた。

## 研究活動
マイクロシステムズとナノテクノロジー分野で100を超える論文を発表するとともに、7つの特許を取得している。マイクロ・ナノ領域の製造やパッケージングおよびMEMS等への応用を研究対象としている。IEEE MEMS等の協議会の技術委員およびMEMSが刊行する書物の編集長を務めている。研究対象は、MEMS、ナノテクノロジー、ミクロ／ナノマニュファクチャリング、マイコプラズマ制御と応用に及ぶ。